# Ephebopus
Ephebopus es un género de arañas migalomorfas de la familia Theraphosidae. Es originario de Sudamérica.

## Géneros
Según The World Spider Catalog 11.0:
- Ephebopus cyanognathus West & Marshall, 2000
- Ephebopus foliatus West, Marshall, Sayuri Fukushima & Bertani, 2008
- Ephebopus murinus (Walckenaer, 1837)
- Ephebopus rufescens West & Marshall, 2000
- Ephebopus uatuman Lucas, Silva & Bertani, 1992